# Пленные (Аватар: Легенда об Аанге)
«Пленные» (англ. Imprisoned) — шестой эпизод первого сезона американского мультсериала «Аватар: Легенда об Аанге».

## Сюжет
Команда Аватара отдыхает в лесу и слышит какие-то громы. Они идут на них и видят тренирующегося мага земли, однако когда пытаются с ним познакомиться, тот убегает. Команда идёт по его следу, прибывая в деревню. Катара находит его дом, и они заходят внутрь. Команда знакомится с Хару, магом земли, которому приходится скрывать свои способности, так как деревню захватили люди племени Огня и запрещают эти искусства. Стражники приходят и забирают у матери Хару налог. Хару возмущается, что в деревне живут одни тру́сы, которые боятся дать отпор. Позже Катара и Хару прогуливаются, и последний рассказывает, что его отец попал в плен в попытке защитить деревню от порабощения. Катара же поведала, что маги Огня убили её маму. Возвращаясь домой, они замечают, как старика засыпало обвалом у входа в шахту, и спешат на помощь. Катара не может его вытащить и просит Хару, чтобы тот применил магию земли. Он спасает старика. Перед сном Катара рассказывает об этом Аангу и Сокке, но ночью являются солдаты нации Огня с этим стариком, который сдаёт им Хару.
На утро Катара узнаёт об этом от матери Хару и винит себя в произошедшем. Она хочет попасть в плен к людям Огня, чтобы спасти Хару. Команда инсценирует ссору Сокки и Катары перед магами огня, в которой Катара будто бы использует запрещённую магию земли. Её арестовывают и везут на корабль с пленными. На судне жестокий надзиратель разъясняет, что будет с теми, кто не будет слушаться. Он также показывает, что всё сделано из металла, так что маги никак не сбегут. Катара встречается с Хару, и тот знакомит её со своим отцом Тайро. Катара интересуется, какой у них план побега, но Тайро отвечает, что это слишком рискованно, и они не планируют бежать. Катара встаёт на стол и привлекает внимание пленных. Она пытается воодушевить их на бунт. Надзиратель не велит ничего делать и оказывается прав, ибо речь Катары ни на кого не действует. Ночью Аанг и Сокка приходят за ней, но она не хочет уходить, желая помочь этим людям. Аанг соглашается с этим, и Сокка тоже, хотя не сразу. Солдаты корабля замечают улетающего Аппу и докладывают надзирателю. В ходе разговора последний выбрасывает одного подчинённого за борт из-за того, что тот как-то не так выразился. Он приказывает второму будить капитана, но солдат говорит, что капитан только что был выброшен. Тогда надзиратель приказывает будить тех, кого он не выбросил, чтобы обыскать судно.
На следующий день команда Аватара планирует провернуть тот же трюк, как и тогда, когда они инсценировали магию земли Катары. Аанг готовится выпустить из хранилища уголь, который маги земли смогут использовать, наверх. Солдаты и надзиратель замечают на борту Сокку и Катару, а Аанг исполняет задуманное. Катара снова пытается воодушевить пленных на мятеж, но все безучастно стоят. Надзиратель смеётся над ней, говоря, что дух этих людей давно сломлен, однако когда разворачивается и уходит, то получает углём по голове. Это сделал Хару. Надзиратель атакует его огнём, но на сторону сына встаёт Тайро. Затем к нему присоединяются и другие маги земли. Пленные всё-таки устраивают мятеж и побеждают людей Огня. Они выбрасывают надзирателя и его солдат в море, несмотря на мольбы первого не делать этого, потому что он не умеет плавать. Пленные собираются вернуться в деревню и отвоевать свою родину. Хару благодарит Катару за помощь. Она обнаруживает, что потеряла мамино ожерелье, которое является последней памятью о ней. Его находит прибывший на разрушенное судно Зуко.

## Отзывы

Динамика оценок IGN к эпизодам 1 сезона мультсериала

Тори Айрленд Мелл из IGN поставил эпизоду оценку 7,9 из 10 и написал, что «было здорово увидеть введение Хару», похвалив его тренировку магии земли в начале. Критик посчитал, что «у этого эпизода было медленное начало, но со временем он стал набирать обороты». Он также отметил, что «заключить их [магов земли] в тюрьму на гигантской металлической платформе было очень умно», хотя и подумал, что разве «металл не выкован из земли?». В конце рецензент написал, что «эпизод получился хорошим, но с множеством проблем».
Хайден Чайлдс из The A.V. Club написал, что ему было «интересно увидеть деревню Царства Земли, находящуюся под оккупацией народа Огня с бандитами-стражниками, требующими дань от местных жителей и граждан, настолько запуганных, что человек, которого спасает Хару, немедленно сдаёт его». Он отметил «тюрьму нации Огня для магов земли, которая хорошо проработана в привычном безжалостном стиле нации Огня» и похвалил Джорджа Такэя. Рецензент также подметил фразу Тайро, отца Хару, когда тот сбрасывал надзирателя в воду: «Я слышал, тру́сы не тонут».
Даниэль Монтесиноса-Донахью из Den of Geek написал, что эпизод «сосредоточился на идеализме Катары и её усилиях передать его другим». Критик отметил, что в серии было «меньше дурачества по сравнению с прошлой неделей, но исключительно фальшивая драка между Катарой и Соккой была примером того, насколько хорошей может быть озвучка в этом шоу». Как и Чайлдс из The A.V. Club, рецензент из Den of Geek подметил фразу Тайро о трусах.